# Ethniki Odos 99
Die Ethniki Odos 99 (griechisch Εθνική Οδός 99 ‚Nationalstraße 99‘) ist eine rund 30 Kilometer lange Straßenverbindung auf der Insel Kreta in Griechenland. Sie führt von Iraklio über Knossos nach Arkalochori.

## Verlauf
Die auch als Nationalstraße Heraklion-Arkalochori bekannte Straße beginnt am Hafen von Iraklio (Ηράκλειο) an der Straße Ethniki Odos 90, die größtenteils der Nordküste der Insel Kreta folgt, und führt nach Südosten über die Autobahn Aftokinitodromos 90 und die Knossos-Straße zunächst nach Knossos (Κνω(σ)σός) mit dem minoischen Palast von Knossos. Von dort setzt sie sich bis Arkalochori (Αρκαλοχώρι) fort.